# Efecte de roda de vagó
L'efecte de roda de vagó és una il·lusió òptica en la que una roda de radis sembla que roti de forma diferent a la seva veritable rotació. Pot semblar que la roda rota més lentament que la rotació real, que està estacionària, o també pot semblar que rota en la direcció oposada (efecte de la rotació inversa).
L'efecte de roda de vagó es pot trobar molt sovint en pel·lícules o a la televisió, amb la representació de les diligències o els vagons de les pel·lícules Western, encara que gravacions de qualsevol objecte que roti per radi, com els helicòpters, les hèlix d'una aeronau o la llanda d'un cotxe, també donaran aquest efecte. En aquestes gravacions, l'efecte és el resultat d'un aliàsing temporal. També és habitual veure'l quan una roda rotatòria és il·luminada per una llum que parpalleja. Aquestes formes en què es presenta l'efecte es coneixen com efecte estroboscòpic: quan la rotació regular de la roda només és visible intermitenment. Una altra versió de l'efecte de roda de vagó es pot veure havent-hi il·luminació continuada.

## En condicions estroboscòpiques
Les condicions estroboscòpiques causen que la visibilitat d'una roda en rotació es trenqui en una sèrie d'episodis breus en què el moviment és, o bé absent (en el cas de càmeres de filmar), o mínim (en el cas dels estroboscòpics), interromput per períodes més llargs d'invisibilitat. És molt comú anomenar aquests episodis "fotogrames". Una càmera de vídeo analògica que grava imatges en filmstock acostuma a operar a 24 fotogrames per segon, mentre que les càmeres de vídeo digitals operen a 25 fotogrames per segon (PAL; Estàndards Europeus), o a 29'97 fotogrames per segon (NTSC; Estàndards Nord-americans). Un televisor estàndard opera a 59'94 o a 50 imatges per segon. El comportament de l'obturador de la càmera influeix en l'aliàsing, ja que la forma general de l'exposició al llarg del temps determina la limitació de la banda del sistema abans del mostreig, un factor important en l'aliàsing. Un filtre antialiàsing temporal es pot aplicar a una càmera per aconseguir un millor límit de banda i reduir l'efecte roda de vagó.
Un estroboscopi normalment pot tenir la seva freqüència establerta a qualsevol valor. La il·luminació artificial que es modula temporalment quan s'alimenta per corrent altern, com ara les llums de cambra de gas (incloent-hi neó, vapor de mercuri, vapor de sodi i tubs fluorescents), parpellegen al doble de la freqüència de la línia electríca (per exemple 100 vegades per segon en una línia de 50 cicles). En cada cicle de corrent la potència arriba al seu pic dues vegades (una amb voltatge positiu i una altra amb voltatge negatiu) i baixa dues vegades a zero, i la sortida de la llum varia en funció d'això. En tots aquests casos una persona veu una roda rotatòria sota condicions estroboscòpiques.
Imagina que la rotació real d'una roda de quatre radis és en sentit horari La primera instància de visibilitat de la roda pot ocórrer quan una parla és a les 12 en punt. Si per a quan es produeixi la pròxima instància de visibilitat, la roda parlada anteriorment a les 9 s'ha mogut a la posició de les 12 en punt, llavors un espectador percebrà que la roda és estacionària. Si en la segona instància de visibilitat, la següent radiografia s'ha mogut a la posició de les 11:30, llavors un espectador percebrà que la roda gira cap enrere. Si en la segona instància de visibilitat, la següent radiografia s'ha mogut a la posició de les 12:30, llavors un espectador percebrà que la roda gira cap endavant, encara que més lentament del que la roda està girant en realitat. L'efecte es basa en una propietat de percepció de moviment anomenada moviment beta: el moviment es veu entre dos objectes en diferents posicions en el camp visual en diferents moments, sempre que els objectes siguin similars (el que és cert de les rodes radiades—cada radi és idèntic als altres) i proporcionant els objectes propers (el radi que estava a les 9 en punt originalment en el segon instant, és més proper a les 12 que el que estava a les 12 en punt en un inici).
Finlay, Dodwell i Caelli (1984) i Finlay i Dodwell (1987) van estudiar la percepció de rodes rotatòries en condicions d'il·luminació estroboscòpica quan la duració de cada fotograma era prou llarga per a que els observadors poguessin veure la rotació real. Tot i així, la direcció de la rotació estava dominada per l'efecte de roda de vagó. Finlay i Dodwell van debatre en el seu treball de 1987 que hi ha algunes diferències essencials entre l'efecte de roda de vagó i el moviment beta, però el seu debat no ha arribat a cap concens.
Moltes tasques relacionades amb l'enginyeria exploten l'efecte de roda de vagó, com ara a l'hora d'ajustar el ritme d'un motor. També es fa en alguns tocadiscs de vinils. Com que el to de la reproducció de la música depèn de la velocitat de rotació, aquests models tenen marques regulars al costat del plat giratori. La periodicitat d'aquestes marques es calibra de tal manera que, sota la freqüència de xarxa local (50 Hz o 60 Hz), quan la rotació té exactament la velocitat desitjada de 33 + 1/3 rpm, semblen estar estàtiques.

## Sota il·luminació contínua

### Presentació estroboscòpica efectiva mitjançant la vibració dels ulls
Rushton (1967) va observar l'efecte de roda de vagó sota una il·luminació contínua mentre tararejava. El tarareig fa que els ulls vibrin en les seves conques, creant condicions estroboscòpiques efectives dins l'ull. Tararejant a una freqüència múltiple de la freqüència de la rotació, va ser capaç de parar la rotació. Tararejant a freqüències lleugerament més altes o més baixes, va ser capaç de fer que la rotació es revertís a poc a poc i de fer que la rotació anés lentament en la direcció de la rotació. Un efecte estroboscòpic s'està observant actualment per persones que mengen menjars cruixents, com les pastanagues, mentre veuen el televisor: la imatge sembla que titil·la. L'acció de mastegar menjars cruixents fa vibrar els ulls en un múltiple del ritme de fotogrames al televisor. A més d'amb les vibracions dels ulls, aquest efecte també pot ser produït mitjançant l'observació de rodes a través d'un mirall que estigui vibrant. Els retrovisors en cars que es troben en vibració també poden produir l'efecte de roda de vagó.

### Il·luminació contínua real
El primer a observar l'efecte roda de vagó sota una il·luminació realment contínua (com seria la del sol) va ser Schouten (1967). Va distingir tres formes d'estroboscòpia subjectiva, que ell va anomenar alfa, beta i gamma: l'estroboscòpia alfa es produeix a 8-12 cicles per segon; la roda sembla que es torni estacionària, tot i que "alguns sectors [radis] semblen estar realitzant una carrera d'obstacles sobre els que estan de peu" (p. 48). L'estroboscòpia beta es produeix a 30-35 cicles per segon: "La diferència del patró ha desaparegut. De vegades es veu una contrarotació definida d'un patró de ratlles grisoses" (pp. 48-49). L'estroboscòpia gamma es produeix a 40–100 cicles per segon: "El disc sembla gairebé uniforme, excepte que en totes les freqüències del sector es veu un patró grisenc ... en una mena d'aturada peculiar" (pp. 49-50). Schouten va interpretar l'estroboscòpia beta, la rotació inversa, com a consistent amb l'existència de detectors Reichardt en el sistema visual humà per codificar el moviment. Com que els patrons de roda radiada que va utilitzar (reixes radials) són regulars, poden estimular fortament els detectors per a la rotació veritable, però també estimulen feblement els detectors per a la rotació inversa.
Hi ha dues teories principals per a l'efecte de la roda de vagó sota una il·luminació veritablement contínua. La primera és que la percepció visual humana pren una sèrie de fotogrames fixos de l'escena visual i que el moviment es percep com una pel·lícula. La segona és la teoria de Schouten: que les imatges en moviment són processades per detectors visuals sensibles al moviment real i també per detectors sensibles al moviment oposat de l'aliàsing temporal. Hi ha proves per a totes dues teories, però el pes de l'evidència afavoreix l'última.

#### Teoria dels fotogrames discrets
Purves, Paydarfar i Andrews (1996) van proposar la teoria dels fotogrames discrets. Una part de l'evidència d'aquesta teoria prové de Dubois i VanRullen (2011). Ells van revisar les experiències dels consumidors de LSD que sovint declaren que sota la influència de la droga un objecte en moviment es veu deixant un rastre d'imatges estàtiques al darrere. Van preguntar a aquests consumidors si podien fer coincidir les seves experiències amb drogues amb les pel·lícules que simulen aquest tipus de rastre d'imatges sense l'efecte de la droga. Van descobrir que els consumidors seleccionaven pel·lícules al voltant dels 15-20 Hz. Això es correspondria al mig dels índexs alpha i beta de Schouten.

#### Teoria de l'aliàsing temporal
Kline, Holcombe i Eagleman (2004) van confirmar l'observació de la rotació inversa amb punts amb espaiats regulars en un tambor en rotació. Ho van anomenar "reversió il·lusòria del moviment". Van mostrar que aquests només es produïen després d'un llarg temps de visualització de la pantalla giratòria (des d'uns 30 segons fins a uns 10 minuts per a alguns observadors). També van mostrar que les incidències de la rotació inversa eren independents en diferents parts del camp visual. Això és inconsistent amb els fotogrames discrets que cobreixen tota l'escena visual. Kline, Holcombe, i Eagleman (2006) també van mostrar que la rotació inversa d'una reixa radial en una part del camp visual era independent del moviment ortogonal superposat en la mateixa part del camp visual. El moviment ortogonal era d'una contracció circular per tenir la mateixa freqüència temporal que la reixa radial. Això és inconsistent amb els fotogrames discrets que cobreixen parts locals de l'escena visual. Kline va concloure que les rotacions inverses eren coherents amb els detectors de Reichardt per a la direcció inversa de rotació esdevenint prou activa per dominar la percepció de la rotació real en una forma de rivalitat. El llarg temps necessari per veure la rotació inversa suggereix que l'adaptació neuronal dels detectors que responen a la rotació real ha de produir-se abans que els detectors de rotació inversa poc estimulats puguin contribuir a la percepció.
Alguns petits dubtes sobre els resultats de Kleine (2004) sostenen defensors de la teoria dels fotogrames discrets. Aquests dubtes inclouen Kline troban en alguns observadors més instàncies de inversions simultànies de diferents parts del camp visual que s'esperaria per casualitat, i trobant en alguns observadors diferències en la distribució de les duracions de les inversions que aquelles esperades per un procés de pura rivalitat (Rojas, Carmona, López-Calderón i Aboitiz, 2006)
El 2008, Kline i Eagleman van demostrar que la reversió il·lusòria de dos moviments especialment superposats podia ser percebuda per separat, provant més evidència que la reversió il·lusòria de moviment no és causada per un mostreig temporal. També van mostrar que la reversió il·lusòria del moviment es produeix amb dos estímuls no uniformes i no periòdics. Llavors Kline i Eagleman van proposar en comptes de que l'efecte resulta d'un "moviment durant-efecte", volent dir que un moviment després de l'efecte es converteix sobreimposat al moviment real.

## Perills
Aquest efecte pot fer algunes màquines rotatives, com ara els torns, perillosos d'operar sota il·luminació artificial perquè a velocitats concretes les màquines semblarà que estan falsament aturades o movent-se a poc a poc. Per aquest motiu, es recomana que les fàbriques i els tallers evitin la il·luminació monofàsica. Per exemple, una fàbrica que està il·luminada per un subministrament monofàsic amb una il·luminació bàsica fluorescent tindrà un parpelleig del doble de la seva freqüència de xarxa, ja sigui a 100 o a 120 Hz (depenent el país); així doncs, qualsevol maquinària que estigui rotant a múltiples d'aquesta freqüència pot semblar que no s'estigui movent.
Tenint en compte que la majoria de tipus de motors d'aire condicionat estan trabats a la freqüència de xarxa, cosa que pot suposar un risc considerable per als operadors dels torns i altres tipus d'equipament.
Les solucions inclouen desplegar la il·luminació sobre un subministrament complet de 3 fases, o mitjançant l'ús de controladors d'alta freqüència que condueixen les llums a freqüències més segures. Les bombetes incandescents tradicionals, que empren filaments que brillen contínuament amb només una modulació menor, també ofereixen una altra opció, encara que a costa d'un major consum d'energia. Els llums incandescents més petits es poden utilitzar com a il·luminació de treball en equips per ajudar a combatre aquest efecte per evitar el cost d'operar grans quantitats d'il·luminació incandescent en un entorn de taller.